# Marianus Czerny
Marianus Czerny (* 17. Februar 1896 in Breslau; † 10. September 1985 in München) war ein deutscher Experimentalphysiker, der sich mit Molekülspektren (Infrarotspektroskopie) befasste. Er war Professor an der Johann Wolfgang Goethe-Universität Frankfurt am Main.

## Leben
Er war der Sohn des Kinderarztes Adalbert Czerny, seine Mutter war die Tochter eines Großgrundbesitzers in Oberschlesien. Er besuchte das Gymnasium in Straßburg und wurde im Ersten Weltkrieg 1916 verwundet (sein linker Ellenbogen wurde zerschossen). Zuletzt war er Leutnant in der Garde-Infanterie. Ab 1918 studierte er an der Albert-Ludwigs-Universität Freiburg und dann an der Universität Berlin. 1923 wurde er in Berlin promoviert, mit einer Dissertation in Infrarotphysik (Über eine neue Form der Rubensschen Reststrahlmethode), die er unter Heinrich Rubens begann und die nach dessen Tod von Gerhard Hettner betreut wurde. Danach wurde er Assistent am Physikalischen Institut. Czerny erregte damals Aufmerksamkeit, als er nur wenig nach dem Stern-Gerlach-Versuch (1922), der die Existenz halbzahliger Quantenzahlen beim Elektronenspin nachwies, diese auch in den Rotationsbanden von Molekülen (gasförmige Halogenwasserstoffe) fand. Seine anschließenden Untersuchung der Rotationsbanden an Alkalihalogenid-Kristallen (mit R. Bowling Barnes, C. H. Cartwright) brachten erste Hinweise darauf, was später als Multiphonon-Effekte beschrieben wurde. 1927 habilitierte er sich. 1934 wurde er außerordentlicher Professor in Berlin (als Nachfolger des entlassenen Peter Pringsheim), ging aber, nachdem das Institut in Berlin nach dem Wechsel der Leitung von Walther Nernst auf Erich Schumann auf Wehrforschung umgestellt wurde und sich das wissenschaftliche Umfeld aufgrund von Geheimhaltungsvorschriften verschlechterte, 1938 als Professor für Experimentalphysik nach Frankfurt und wurde Direktor des dortigen Physikalischen Instituts. Dort war zuvor sein Vorgänger Karl Wilhelm Meissner, der Czerny schon 1934 nach Frankfurt holen wollte, durch die Nationalsozialisten entlassen worden. Die Apparate für Infrarotspektroskopie musste Czerny anfangs aus eigener Tasche bezahlen, da das Institut in Frankfurt vorher optische Spektroskopie betrieb. Im Zweiten Weltkrieg wurde sein Institut durch Bombenangriffe weitgehend zerstört. Nach dem Krieg war er 1947 ein halbes Jahr in der Militärforschung für die US Navy in Kalifornien. Er leitete nach dem Krieg den langsamen Wiederaufbau des Physikalischen Instituts und wurde 1961 emeritiert. Czerny wirkte aber noch bis 1976 im Anfängerpraktikum. Er starb im Altersheim in München.
Czerny setzte durch Entwicklung neuer Messmethoden und Apparate die von seinem Lehrer Rubens begonnene Erforschung des infraroten Spektralbereichs von (bei Rubens) bis 300 Mikrometer Wellenlänge bis etwa 1400 Mikrometer fort. Bekannt war er in seiner Berliner Zeit auch eine Arbeit mit A. Francis Turner und der Doktorandin V. Plettig über Astigmatismus von Spiegel-Spektrometern. Er befasste sich mit thermischen Grenzen des Messens (was in den 1920er Jahren noch keineswegs Allgemeingut war), Techniken der Infrarotphotographie (Evaporographie) und im Zweiten Weltkrieg mit Empfindlichkeit des Auges für Infrarot hoher Intensität (wichtig bei der Frage, warum alliierte Bomberbesatzungen offensichtlich die Infrarot-Flakscheinwerfer erkennen konnten). Die Unempfindlichkeit gegen Infrarot ist eine Anpassung des Sehsystems gegen die Wärmestrahlung des eigenen Blutes, wie Czerny 1949 zeigte. 1972 veröffentlichte er einen Aufsatz über geänderte Optik und Sehvermögen des Auges nach einer Staroperation (zum Beispiel höhere Empfindlichkeit im Ultravioletten). Nach dem Zweiten Weltkrieg veröffentlichte er über Bolometer geringer Trägheit, den Anfängen des späteren Wechsellicht-Verfahrens. Er befasste sich auch mit Anwendungsproblemen der Glasindustrie (Wärmeleitung durch Strahlung).
In seiner Freizeit spielte er Cello und musizierte in seiner Zeit in Berlin auch mit Albert Einstein und Max Planck.
1966 wurde er Ehrendoktor in Göttingen.
Czerny war seit 1934 mit Octavia Gaupp verheiratet.

## Schriften (Auswahl)
Neben den in den Fußnoten zitierten Arbeiten:
- Messungen im Rotationsspektrum des HCl im langwelligen Ultrarot, Zeitschrift für Physik, Band 34, 1925, S. 227.
- Über Photographie im Ultraroten, Z. f. Physik, Band 53, 1929, S. 1.
- Messungen am Steinsalz im Ultraroten zur Prüfung der Dispersionstheorie, Z. f. Physik, Band 65, 1930, S. 600.
- mit A. F. Turner: Über den Astigmatismus bei Spiegel-Spektrometern, Zeitschrift für Physik, Band 61, 1930, S. 792–797
- mit V. Plettig: Über den Astigmatismus bei Spiegel-Spektrometern II, Zeitschrift für Physik, Band 65, 1930, S. 590–595
- mit H. Röder: Fortschritte auf dem Gebiet der Ultrarottechnik, Ergebnisse der exakten Naturwissenschaften, Band  17, 1938, S. 70.
- Über das Altern der Physiker, Physikalische Blätter, Band 21, 1965, S. 29–33